# حسين أباد جديد (كوهستان)
حسين أباد جديد (بالفارسية: حسین‌آباد جدید) هي قرية تقع في إيران في Kuhestan Rural District. يقدر عدد سكانها بـ 92 نسمة .